# Chiesa di San Giovanni Apostolo ed Evangelista (Colledimezzo)
La chiesa di San Giovanni Apostolo ed Evangelista è la parrocchiale di Colledimezzo, in provincia di Chieti e arcidiocesi di Chieti-Vasto; fa parte della zona pastorale di Atessa.

## Storia
Ignote sono le prime fasi di costruzione dell'antico luogo di culto colledimezzese, ma di sicuro era di antica origine.
La prima pietra della nuova parrocchiale venne posta nel 1737; l'edificio, voluto da don Nicola De Laurentis e realizzato grazie ai fondi della congrega del Santissimo Sacramento, fu portato a termine nel 1748 e consacrato dal vescovo Nicola Sánchez de Luna nel 1757, anno in cui venne decretato il titolo di basilica.
Nel 1970 fu eseguito l'adeguamento liturgico secondo le norme postconciliari mediante l'aggiunta dell'ambone e dell'altare rivolto verso l'assemblea.

## Descrizione

### Esterno
La facciata a capanna della chiesa, rivolta a oriente, presenta centralmente il portale d'ingresso, sormontato da una nicchia con una statua e da una finestra, mentre ai lati vi sono delle lesene, sopra i cui capitelli si imposta il coronamento mistilineo. 
Annesso alla parrocchiale è il campanile a pianta quadrata, la cui cella presenta su ogni lato una monofora a tutto sesto ed è coronata dalla cuspide in ferro battuto.

### Interno
L'interno dell'edificio, la cui pianta è a croce latina, si compone di un'unica navata, sulla quale si affacciano le cappellette laterali e i bracci del transetto, introdotti da archi a tutto sesto, e le cui pareti sono scandite da paraste con capitelli corinzi sorreggenti la trabeazione modanata e aggettante sopra la quale si imposta la volta a botte lunettata; al termine dell'aula si sviluppa il presbiterio, rialzato di un gradino e chiuso dalla parete di fondo piatta. 
Qui sono conservate diverse opere di pregio, tra le quali la pala della Crocifissione, collocata sull'altare maggiore, il coro ligneo, composto da undici stalli, la statua con soggetto la Madonna del Casale, la tela raffigurante la Madonna con Bambino tra San Francesco e il committente, eseguita da Tanzio da Varallo, e l'organo, costruito nel XVIII secolo.